# 小行星42929
小行星42929（42929 Francini）是一颗绕太阳运转的小行星，为主小行星带小行星。该小行星于1999年10月发现。
該小行星以義大利業餘天文學家克蘭迪奧·弗蘭西尼（Claudio Francini）命名

## 轨道参数
小行星42929的轨道半长轴为357 614 910 km（2.3904740 UA），离心率为0.213。